# David Per
David Per (Dolenje Kronovo, Baixa Carniola, 13 de febrer de 1995) és un ciclista eslovè, professional des del 2014. Actualment corre a l'equip Bahrain-Merida.

## Palmarès
- 2012
  -  Campió d'Eslovènia júnior en contrarellotge
- 2013
  -  Campió d'Eslovènia júnior en contrarellotge
  - 1r a la Volta a Àustria júnior
  - 1r al Giro a la Província de Biella
  - Vencedor d'una etapa a la Volta a Ístria
- 2014
  -  Campió d'Eslovènia sub-23 en contrarellotge
- 2015
  -  Campionat d'Eslovènia sub-23 en ruta
- 2016
  -  Campionat d'Eslovènia sub-23 en ruta
  - 1r al Tour de Flandes sub-23